# Containeraffären

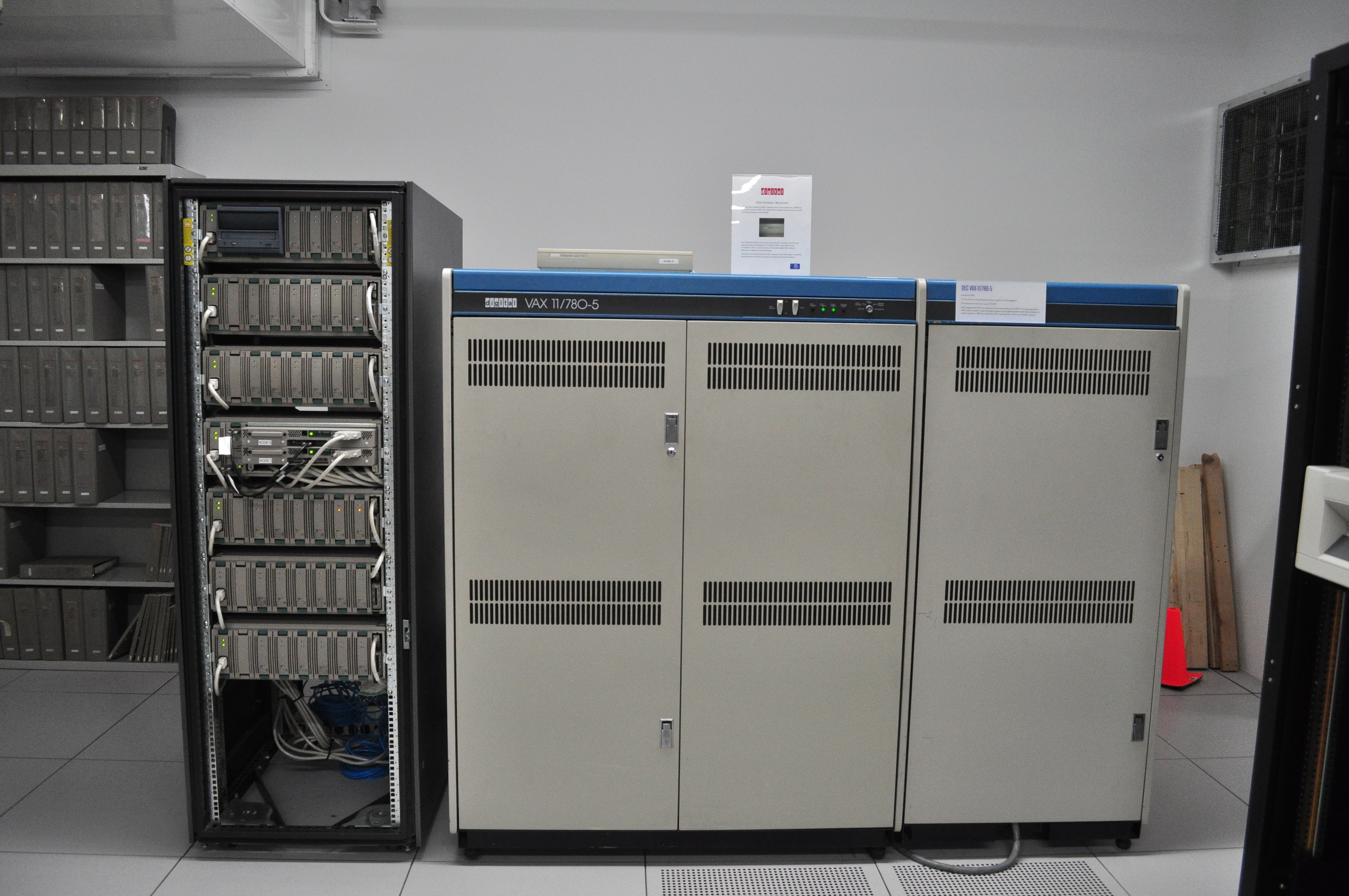
Digital Equipment Corporation VAX 11-780-5 på Living Computer Museum, som tillhör den familj av datorer som förekom i Containeraffären.

Containeraffären var en svensk tekniksmugglingsaffär som avslöjades i slutet av år 1983.
Elektronikbolaget Sunitron i Täby och dess ägare Sven-Olof Håkansson hade först ansökt om att få köpa datorer för 3,5 miljoner kronor från Digital Equipment Corporation (DEC) av typen VAX men fått avslag då man misstänkte att bolaget var en mellanhand för vidareexport till Sovjetunionen som var satt i handelsblockad av USA vilket hade kunnat leda till att DECs svenska dotterbolag svartlistades i USA.
Då utrustningen inte kunde köpas från DEC, anskaffades densamma emellertid till ett amerikanskt företag med namnet Microelectronics Research Institute i Kapstaden i Sydafrika av den tyske affärsmannen Richard Müller, en man med omtvistat förflutet, som först använde utrustningen på plats, sannolikt på uppdrag av Sovjet, med målet att bygga en halvledarfabrik och sedan exportera denna till Sovjet. Müller var emellertid god vän med den Sydafrikanske militärrådgivaren Dieter Gerhardt som 1983 arresterades för spioneri åt KGB, och Müller måste därför snabbt lämna Sydafrika. Han packade då samman utrustningen och sålde den till ett annat av sina företag, Optronix. Optronix sålde den vidare till Integrated Time AG i Zürich som också ägdes av Müller och gick därefter i konkurs. Müller ansökte samtidigt i Bern om uppehålls- och arbetstillstånd i Sverige, och flyttade till Björnö i Sverige.
Datorerna som gått omvägen via tre olika företag förpackades i fyra containrar med 35 lådor och sändes med fartyg från Kapstaden till Helsingborg. Detta upptäcktes av den svenska tullen på Skåneterminalen i Helsingborg som beslagtog containrarna, och samtidigt kunde konstatera att en tidigare mindre försändelse från samma företag i Sydafrika redan passerat genom Sverige genom Göteborg-Helsingborg-Malmö-Trelleborg-Sassnitz till dåvarande Östtyskland. Tillslaget kan ha skett efter ett tips från CIA.
När tullen bröt upp Sunitrons containrar fann man lådor med VAX-datorer som av företaget angavs innehålla "luftkonditionering". H-P Olsson som var ansvarig hos Tullverket angav att datorerna skulle användas för att utveckla integrerade kretsar åt Sovjetunionen. Müllers halvledarfabrik skulle alltså flyttas från Kapstaden till en ny lokal anförskaffad av Sunitron i Täby, och möjligen efter provkörning därifrån vidare till Sovjet.
I efterdyningarna av Datasaabaffären ledde Containeraffären till att Sverige fördes upp på USA:s lista över riskabla länder vars teknikimport måste granskas särskilt noga, vilket kom att ytterligare fördröja Sveriges tillgång till Sidewinder-missilen, vilken var nödvändig för JA 37 Viggen. Sunitron och Sven-Olof Håkansson samt Richard Müller fortsatte emellertid sitt samarbete och hade även kontakter med ASEA-direktören Bertrand Brinkeborn, vilket anknyter affären till den efterföljande så kallade ASEA-affären. Det enda straff som utdömdes för Containeraffären var emellertid att Håkansson fick fängelse för skattebrott, då detta hade en högre straffskala än varusmugglingen och han godkände att utrustningen därmed också förverkades.